# Lijst van rijksmonumenten in Sluis (plaats)
De stad Sluis telt 42 inschrijvingen in het rijksmonumentenregister. Hieronder een overzicht.
| Object                                                                   | Oorspronkelijke functie?  | Bouwjaar                                        | Architect       | Locatie                        | Coördinaten?                  | Nr.?   | Afbeelding                                                         |
| ------------------------------------------------------------------------ | ------------------------- | ----------------------------------------------- | --------------- | ------------------------------ | ----------------------------- | ------ | ------------------------------------------------------------------ |
| Stenen Beer                                                              | Open verdedigingswerk     | tweede helft 11e eeuw 1437 (herbouw)            |                 | Stenen beer                    | 51° 18' 21" NB, 3° 22' 54" OL | 33883  | Meer afbeeldingen                                                  |
| Verdiepingsloos dwarspand met geverfde gevel                             | Werk-woonhuis             |                                                 |                 | Beestenmarkt 1                 | 51° 18' 26" NB, 3° 23' 15" OL | 33884  | Meer afbeeldingen                                                  |
| Verdiepingsloos dwarspand onder zadeldak                                 | Werk-woonhuis             |                                                 |                 | Beestenmarkt 2                 | 51° 18' 26" NB, 3° 23' 15" OL | 33885  | Meer afbeeldingen                                                  |
| Eenvoudig dwarspand, rijtuig of karrenhuis met geverfde gevel            | Werk-woonhuis             |                                                 |                 | Beestenmarkt 3                 | 51° 18' 25" NB, 3° 23' 15" OL | 33886  | Meer afbeeldingen                                                  |
| Pomp                                                                     | Straatmeubilair           | 18e eeuw                                        |                 | Marktpomp op Beestenmarkt      | 51° 18' 26" NB, 3° 23' 14" OL | 33887  | Meer afbeeldingen                                                  |
| Stenen kade                                                              | Waterweg, werf en haven   | 1858                                            | Rijkswaterstaat | Stenen kade                    | 51° 18' 32" NB, 3° 23' 4" OL  | 33888  | Meer afbeeldingen                                                  |
| Pomp                                                                     | Straatmeubilair           | midden 19e eeuw                                 |                 | Pomp op Markt                  | 51° 18' 33" NB, 3° 23' 10" OL | 33889  | Pomp                                                               |
| Belfort                                                                  | Bestuursgebouw en onderdl | waarschijnlijk 1390-1393 (bouw) 1944 (herbouwd) |                 | Groote Markt 1                 | 51° 18' 32" NB, 3° 23' 11" OL | 33890  | Meer afbeeldingen                                                  |
| Hoekpand waarin een open galerij van vijf arcaden                        | Woonhuis                  |                                                 |                 | Groote Markt 15                | 51° 18' 34" NB, 3° 23' 12" OL | 33891  | Meer afbeeldingen                                                  |
| De Brak                                                                  | Industrie- en poldermolen | 1739                                            |                 | Nieuwstraat 26                 | 51° 18' 21" NB, 3° 23' 20" OL | 33892  | Meer afbeeldingen                                                  |
| Voormalige fortificatie (kruisschans)                                    | Fort, vesting en -onderdl |                                                 |                 | Vm fortificatie Nr. 24         | 51° 17' 3" NB, 3° 24' 2" OL   | 33893  | Meer afbeeldingen                                                  |
| Percelen deel uitmakend van het voormalige verdedigingsstelsel           | Omwalling                 |                                                 |                 | Perceel vm verdedigingsstelsel | 51° 18' 20" NB, 3° 23' 1" OL  | 33895  | Percelen deel uitmakend van het voormalige verdedigingsstelsel     |
| Percelen deel uitmakend van het voormalige verdedigingsstelsel           | Omwalling                 |                                                 |                 | Perceel vm verdedigingsstelsel | 51° 19' 7" NB, 3° 23' 4" OL   | 33896  | Upload foto                                                        |
| Percelen deel uitmakend van het voormalige verdedigingsstelsel           | Omwalling                 |                                                 |                 | Perceel vm verdedigingsstelsel | 51° 17' 43" NB, 3° 23' 52" OL | 33897  | Upload foto                                                        |
| Percelen deel uitmakend van het voormalige verdedigingsstelsel           | Omwalling                 |                                                 |                 | Perceel vm verdedigingsstelsel | 51° 19' 1" NB, 3° 23' 9" OL   | 33898  | Upload foto                                                        |
| Percelen deel uitmakend van het voormalige verdedigingsstelsel           | Omwalling                 |                                                 |                 | Perceel vm verdedigingsstelsel | 51° 18' 53" NB, 3° 22' 55" OL | 33899  | Upload foto                                                        |
| Percelen deel uitmakend van het voormalige verdedigingsstelsel           | Omwalling                 |                                                 |                 | Perceel vm verdedigingsstelsel | 51° 18' 15" NB, 3° 23' 15" OL | 33900  | Percelen deel uitmakend van het voormalige verdedigingsstelsel     |
| Percelen deel uitmakend van het voormalige verdedigingsstelsel           | Omwalling                 |                                                 |                 | Perceel vm verdedigingsstelsel | 51° 18' 32" NB, 3° 23' 39" OL | 33901  | Upload foto                                                        |
| Percelen deel uitmakend van het voormalige verdedigingsstelsel           | Omwalling                 |                                                 |                 | Perceel vm verdedigingsstelsel | 51° 17' 43" NB, 3° 23' 52" OL | 33902  | Upload foto                                                        |
| Percelen deel uitmakend van het voormalige verdedigingsstelsel           | Omwalling                 |                                                 |                 | Perceel vm verdedigingsstelsel | 51° 17' 43" NB, 3° 23' 52" OL | 33903  | Upload foto                                                        |
| Percelen deel uitmakend van het voormalige verdedigingsstelsel           | Omwalling                 |                                                 |                 | Perceel vm verdedigingsstelsel | 51° 17' 43" NB, 3° 23' 52" OL | 33904  | Upload foto                                                        |
| Percelen deel uitmakend van het voormalige verdedigingsstelsel           | Omwalling                 |                                                 |                 | Perceel vm verdedigingswerken  | 51° 18' 13" NB, 3° 23' 23" OL | 33905  | Upload foto                                                        |
| Percelen deel uitmakend van het voormalige verdedigingsstelsel           | Omwalling                 |                                                 |                 | Perceel vm verdedigingswerken  | 51° 17' 43" NB, 3° 23' 52" OL | 33906  | Upload foto                                                        |
| Percelen deel uitmakend van het voormalige verdedigingsstelsel           | Omwalling                 |                                                 |                 | Perceel vm verdedigingswerken  | 51° 17' 43" NB, 3° 23' 52" OL | 33907  | Upload foto                                                        |
| Percelen deel uitmakend van het voormalige verdedigingsstelsel           | Omwalling                 |                                                 |                 | Perceel vm verdedigingswerken  | 51° 18' 13" NB, 3° 23' 23" OL | 33908  | Upload foto                                                        |
| Percelen deel uitmakend van het voormalige verdedigingsstelsel           | Omwalling                 |                                                 |                 | Perceel vm verdedigingswerken  | 51° 17' 43" NB, 3° 23' 52" OL | 33909  | Upload foto                                                        |
| Percelen deel uitmakend van het voormalige verdedigingsstelsel           | Omwalling                 |                                                 |                 | Perceel vm verdedigingswerken  | 51° 18' 10" NB, 3° 23' 19" OL | 33910  | Upload foto                                                        |
| Percelen deel uitmakend van het voormalige verdedigingsstelsel           | Omwalling                 |                                                 |                 | Perceel vm verdedigingswerken  | 51° 18' 7" NB, 3° 23' 33" OL  | 33911  | Upload foto                                                        |
| Percelen deel uitmakend van het voormalige verdedigingsstelsel           | Omwalling                 |                                                 |                 | Perceel vm verdedigingswerken  | 51° 17' 43" NB, 3° 23' 52" OL | 33912  | Upload foto                                                        |
| Percelen deel uitmakend van het voormalige verdedigingsstelsel           | Omwalling                 |                                                 |                 | Perceel vm verdedigingswerken  | 51° 19' 3" NB, 3° 23' 7" OL   | 33913  | Upload foto                                                        |
| Percelen deel uitmakend van het voormalige verdedigingsstelsel           | Omwalling                 |                                                 |                 | Perceel vm verdedigingswerken  | 51° 18' 21" NB, 3° 23' 32" OL | 33914  | Upload foto                                                        |
| Percelen deel uitmakend van het voormalige verdedigingsstelsel           | Omwalling                 |                                                 |                 | Perceel vm verdedigingswerken  | 51° 18' 10" NB, 3° 23' 19" OL | 33915  | Upload foto                                                        |
| Percelen deel uitmakend van het voormalige verdedigingsstelsel           | Omwalling                 |                                                 |                 | Perceel vm verdedigingswerken  | 51° 17' 43" NB, 3° 23' 52" OL | 33916  | Upload foto                                                        |
| Percelen deel uitmakend van het voormalige verdedigingsstelsel           | Omwalling                 |                                                 |                 | Perceel vm verdedigingswerken  | 51° 18' 53" NB, 3° 22' 55" OL | 33917  | Upload foto                                                        |
| Percelen deel uitmakend van het voormalige verdedigingsstelsel           | Omwalling                 |                                                 |                 | Perceel vm verdedigingswerken  | 51° 18' 41" NB, 3° 22' 51" OL | 33918  | Upload foto                                                        |
| Percelen deel uitmakend van het voormalige verdedigingsstelsel           | Omwalling                 |                                                 |                 | Perceel vm verdedigingswerken  | 51° 18' 38" NB, 3° 23' 40" OL | 33919  | Upload foto                                                        |
| Kruisdijkschans                                                          | Boerderij                 |                                                 |                 | Heilleweg 8                    | 51° 17' 28" NB, 3° 23' 51" OL | 385298 | Meer afbeeldingen                                                  |
| Terrein waarin overblijfselen van het voormalige kasteel van sluis       | Archeologisch monument    | 14e eeuw                                        |                 | Kasteelberg                    | 51° 18' 59" NB, 3° 23' 32" OL | 47527  | Terrein waarin overblijfselen van het voormalige kasteel van sluis |
| Vijf grenspalen                                                          | Gedenkteken               | 17e/18e eeuw                                    |                 | Ongd. aan Kaai                 | 51° 18' 33" NB, 3° 23' 4" OL  | 506168 | Meer afbeeldingen                                                  |
| Franciskanessenklooster                                                  | Klooster, kloosteronderdl | 1909                                            |                 | Sint Annastraat 151            | 51° 18' 43" NB, 3° 22' 12" OL | 509259 | Meer afbeeldingen                                                  |
| Toegangshek uit het begin van de twintigste eeuw naar voormalig klooster | Erfscheiding              | 1909-1920                                       |                 | Sint Annastraat bij 151        | 51° 18' 44" NB, 3° 22' 17" OL | 509260 | Upload foto                                                        |
| Douanaekantoor                                                           | Overheidsgebouw           | 1900                                            |                 | Kaai 32                        | 51° 18' 34" NB, 3° 23' 2" OL  | 509261 | Meer afbeeldingen                                                  |